# کومبانگو

کومبانگو شهری در شهرستان کونگوسی در استان بام در بورکینافاسوی شمالی است و جمعیت آن ۹۴۱ نفر است.